# King Street Sounds
La King Street Sounds è un'etichetta indipendente nata a New York che si occupa prevalentemente della diffusione dei generi Deep house e Vocal House.
Insieme alla Strictly Rhythm la King Street è la label newyorkese da più anni in servizio, pertanto una delle maggiori istituzioni della house music americana di stampo newyorkese

## Il nome
Tra la fine degli anni '70 e la fine degli anni '80, al numero 84 di King Street a New York, tra le mura di un imponente garage nacque il Paradise Garage, locale storico nella scena di New York aperto grazie alla collaborazione di Michael Brody e il suo amico dj Larry Levan. Il Paradise Garage diventò presto un punto di riferimento per la scena gay newyorkese e in pochi tempi un vero e proprio simbolo di un movimento, quello della musica Garage. Artisti come Keith Haring e pop star come Madonna diventarono frequentatori abituali miscelandosi a dj's come Francois K e Junior Vasquez i quali ebbero una carriera artistica profondamente influenzata da questo fenomeno, tanto che, come hanno sempre dichiarato, fu il Paradise Garage insieme al carisma di Larry Levan a far decidere loro, di diventare DJ. Nel 1987 il Paradise Garage chiude, complici i gravi problemi di salute che affliggono il suo fondatore, infatti il proprietario Michael Brody muore da lì a poco per le complicanze insorte in seguito alla contrazione della sindrome da immunodeficienza, notoriamente nota come Aids, destino che toccherà anche al mitico dj Larry Levan ma per cause dovute ad uno stile di vita pieno di eccessi. Negli appassionati il mito è rimasto vivo, tanto che nel 1993 Hisa Hishioka, nippo-americano appassionato di house e assiduo frequentatore del "Garage" fonda la propria label decide di darle proprio il nome della strada dove si trovava il leggendario locale.

## La storia
La prima release fu "Beat Freak" dell'artista "Loop Freak", con la collaborazione dei Blaze. Il successo fu immediato e a questa uscita seguirono quelle dei più rinomati artisti di quel momento: Little louie Vega, Dj Pierre, Kerri Chandler, Lenny Fontana, Mood II Swing e tanti altri. Nel 94 si decide di fondare la sublabel Nite Grooves, destinata ad un pubblico maggiormente underground, ed ancora oggi dà spazio a protagonisti della scena deep house più alternativa, come Ananda Project, Dj Romain, Mondo Grosso. Molto famosa anche la serie di compilation "Abstrac Lounge" dedicate di volta in volta alla selezione di dischi che fondono con l'house il jazz, i ritmi africani, le atmosfere latine.....il tutto mantenendo un certo standard di raffinatezza. Anche la label "madre" King Street ha pubblicato negli ultimi anni alcune compilation con il nome di "Mix The Vibe", compilate e mixate da grandi protagonisti del mondo house d'oltreoceano: Tony Humpires, Joe Claussell, Kerri Chandler, tanto per citare qualche nome.

## Maggiori artisti
- King street
  - Blaze
  - Kerri Chandler
  - Quentin Harris
  - Dennis Ferrer
  - Tiger Stripes
  - Julius Papp
  - Franck Roger
  - Byron Stingly
- Nite Grooves
  - Ananda Project
  - Kerri Chandler
  - Mondo Grosso
  - Mr.V
  - King Britt